# ホスピタリティワン
株式会社ホスピタリティワンは東京都港区に本社をおく、保険外の訪問看護に特化した企業。クレディセゾンや高島屋クレジットの会員等に訪問看護サービスを提供している。

## 概要
2008年10月に設立。入院中の一時外泊の付き添い看護から自宅に戻ってからの看取りまで、患者や家族のご要望に合わせてオーダーメイドの看護を提案・提供する。2009年には飛行機搭乗を含む、転院先まで看護師が付き添う「看護師付き添いフライト店員パック」を開始。2013年には当初1名だった看護師が常勤・非常勤あわせて40名を超える。2014年9月には、働く女性の支援と活躍推進のため、代表取締役の高丸慶が「輝く女性の活躍を加速する男性リーダーの会」の「行動宣言」 に賛同。

## 沿革
- 2016年
  - 8月 - 第三者割当増資の実施により総額約1億円を調達[8]。

## 所在地
- 東京本社　東京都港区浜松町２丁目２番１５号　浜松町ダイヤビル２Ｆ

## 受賞
- 商人輩出プロジェクト2008　最優秀賞「エンジェルクロス事業」（医療関連事業）[9]
- 20代社長が牽引する成長企業100 サービス業2011年　[10]
- 2014年 港区ワーク・ライフ・バランス推進企業認定  [11]
- 2015年 ジャパンベンチャーアワード2015 介護福祉特別賞受賞 [12]